# Zespół splenomegalii tropikalnej
Zespół splenomegalii tropikalnej (ang. tropical splenomegaly syndrome, „big spleen” syndrome, Bengal splenomegaly, idiopathic splenomegaly and African macroglobulinaemia, hyper-reactive malarial splenomegaly syndrome, HMS) – utrzymujące się ponad dwudziestokrotne powiększenie śledziony spowodowane przewlekłą stymulacją antygenową w przebiegu malarii.

## Etiologia
Dokładna etiologia zespołu splenomegalii tropikalnej jest nieznana. Pacjenci z zespołem splenomegalii tropikalnej mają wysokie poziomy przeciwciał przeciwko zarodźcowi sierpowemu (Plasmodium falciparum), zarodźcowi ruchliwemu (Plasmodium vivax) oraz zarodźcowi owalnemu (Plasmodium ovale) i zespół ten jest najprawdopodobniej spowodowany przewlekłą stymulacją antygenową. Przewlekła lub powtarzająca się ekspozycja na zarodźca malarii wywołuje nasiloną odpowiedź poliklonalną limfocytów B, co prowadzi do nadmiernej i w części niekontrolowanej produkcji immunoglobuliny M i rozpoczyna proces prowadzący ostatecznie do zespołu splenomegalii tropikalnej.

## Epidemiologia
Zespół splenomegalii tropikalnej występuje jedynie u osób zamieszkujących lub odwiedzających strefę międzyzwrotnikową. Częstość występowania szacowana jest na 1,6 na 1 000 chorych na malarię. Natomiast w różnych populacjach może być różna i sięgać do 80-85% chorych na malarię w Upper Watut Valley w Papui-Nowej Gwinei. 

## Obraz kliniczny
Podstawowymi objawami klinicznymi zespołu splenomegalii tropikalnej jest powiększenie obwodu brzucha oraz ból brzucha. Powiększenie obwodu brzucha może się zwiększać oraz zmniejszać, natomiast ból brzucha może zarówno przewlekły jak i ostry. W badaniu fizykalnym uwagę zwracają bladość powłok skóry, niektórzy pacjenci są wyniszczeni i mają żółtaczkę, bez gorączki oraz tachykardii. Pomimo że śledziona powiększa swoją masę ponad dwudziestokrotnie, cześć chorych nie ma żadnych objawów klinicznych. Zespół splenomegalii tropikalnej może się rozwinąć wiele lat po opuszczeniu strefy tropikalnej. 
W ciąży może dojść do ciężkiej hemolizy, zwykle poprzedzonej napadami gorączki.

## Rozpoznanie
Rozpoznanie jest stawiane na podstawie kryteriów określonych w 1981 przez nigeryjskiego lekarza Yisę Moronfolę Fakunle w modyfikacji Imeldy Bates oraz George’a Bedu-Addo (1997). 
| Duże kryteria | Małe kryteria |
| --- | --- |
| - utrzymująca się powiększenie śledziony na ponad 10 cm poniżej łuku żebrowego, niemożliwe do wyjaśnienia innymi przyczynami - podwyższony poziom przeciwciał (miano powyżej podwójnego odchylenia standardowego od średniej w populacji) - pozytywna odpowiedź kliniczna i immunologiczna na długotrwałą profilaktykę lekami przeciwmalarycznymi - zmniejszenie się śledziony o 40% po 6 miesiącach leczenia - miano przeciwciał przeciw zarodźcowi ponad 1:800 | - limfocytoza wewnątrzzatokowa w wątrobie - prawidłowa odpowiedź odpornościowa komórkowa i odpowiedź odpornościowa humoralna na prowokację antygenem, włącznie ze stymulacją fitohemaglutyniną (PHA) - hipersplenizm - proliferacja limfocytów - rodzinne lub plemienne występowanie |

## Diagnostyka różnicowa
Zespół splenomegalii tropikalnej należy różnicować z zespołami limfoproliferacyjnymi, brucelozą, reakcją Jarischa-Herxheimera podczas leczenia schistosomatozy oraz malarii, zespołem Felty’ego, hemofagocytarną limfohistiocytozą, mononukleozą zakaźną, leiszmaniozą, talasemią, salmonellozą, niedokrwistością sierpowatokrwinkową, chłoniakiem śledziony, trypanosomozą oraz gruźlicą. 

## Leczenie
W leczeniu stosowane są leki przeciwmalaryczne. Leczenie jest zależne od miejsca zamieszkania pacjenta. Pacjenci zamieszkali poza strefą występowania malarii wymagają jedynie leczenia zgodnego ze schematem leczenia ostrego epizodu malarii, natomiast pacjenci, którzy są narażeni na stały kontakt z zarodźcem, wymagają najprawdopodobniej przewlekłego leczenia, które zwykle powinno być stosowane do końca życia pacjenta. Jednakowo skuteczne są chlorochina oraz prokwanil. 
Splenektomia jest obciążona dużym ryzykiem zgonu (31-39%) i jest wskazana jedynie u pacjentów z bardzo dużą splenomegalią i bardzo dużymi objawami klinicznymi. Po splenektomii u części pacjentów dochodzi do stopniowo narastającej hepatomegalii.

## Rokowanie
Zespół splenomegalii tropikalnej jest obciążony poważnym rokowaniem i u pacjentów leczonych jest obciążony śmiertelnością od 20 do 57%, która wzrasta wraz z wielkością śledziony. Śmiertelność wrasta u pacjentów nieleczonych bądź pobierających leczenie nieregularnie.